# Plainville (Illinois)
Plainville – wieś w USA, w stanie Illinois, w hrabstwie Adams. Według spisu z 2000 roku, wioskę zamieszkuje 248 osób.

## Geografia
Wioska zajmuje powierzchnię 0,6 km², całość stanowi ląd.

## Demografia
Według spisu z 2000 roku wioskę zamieszkuje 248 osób skupionych w 100 gospodarstwach domowych, tworzących 74 rodzin. Gęstość zaludnienia wynosi 416,3 osoby/km². W wiosce znajdują się 110 budynki mieszkalne, a ich gęstość występowania wynosi 184,7 mieszkania/km². Wioskę zamieszkuje 99,6% ludności białej, 0,4% ludności wywodzącej się z dwóch lub więcej ras.
W wiosce są 100 gospodarstwa domowe, w których 35% stanowią dzieci poniżej 18 roku życia żyjących z rodzicami, 61% stanowią małżeństwa, 8% stanowią kobiety nie posiadające męża oraz 26% stanowią osoby samotne. 22% wszystkich gospodarstw domowych składa się z jednej osoby oraz 12% żyjących samotnie ma powyżej 65 roku życia. Średnia wielkość gospodarstwa domowego wynosi 2,48 osoby, natomiast rodziny 2,84 osoby.
Przedział wiekowy kształtuje się następująco: 26,6% stanowią osoby poniżej 18 roku życia, 6,5% stanowią osoby pomiędzy 18 a 24 rokiem życia, 30,6% stanowią osoby pomiędzy 25 a 44 rokiem życia, 21,4% stanowią osoby pomiędzy 45 a 64 rokiem życia oraz 14,9% stanowią osoby powyżej 65 roku życia. Średni wiek wynosi 36 lat. Na każde 100 kobiet przypada 89,3 mężczyzn. Na każde 100 kobiet powyżej 18 roku życia przypada 100 mężczyzn.
Średni dochód dla gospodarstwa domowego wynosi 28 438 dolarów, a dla rodziny wynosi 38 472 dolarów. Dochody mężczyzn wynoszą średnio 27 813 dolarów, a kobiet 21 538 dolarów. Średni dochód na osobę w mieście wynosi 13 700 dolarów. Około 2,9% rodzin i 6,9% populacji miasta żyje poniżej minimum socjalnego, z czego 0% jest poniżej 18 roku życia i 17,6% powyżej 65 roku życia.